# Alberta (Minnesota)
Alberta è un comune degli Stati Uniti d'America, situato nello Stato del Minnesota, nella contea di Stevens.